# Liste der Bodendenkmale in Südheide (Gemeinde)
In der Liste der Bodendenkmale in Südheide sind alle Bodendenkmale der niedersächsischen Gemeinde Südheide aufgelistet. Die Quelle ist der Denkmalatlas Niedersachsen. Der Stand der Liste ist der 10. Juni 2024.

## Allgemein
In den Spalten finden sich folgende Informationen des Bodendenkmales:
- Lage: geographische Koordinaten
- Bezeichnung: Bezeichnung lt. Denkmalatlas
- Beschreibung: Beschreibung lt. Denkmalatlas
- ID: Objekt-ID
- Bild: Bild, ggf. zusätzlich mit Link zu weiteren Fotos im Medienarchiv Wikimedia Commons.

## Beckedorf
| Lage                                     | Bezeichnung            | Beschreibung | ID       | Bild |
| ---------------------------------------- | ---------------------- | --- | -------- | ---- |
| Zur Hünenburg 52° 48′ 21″ N, 10° 3′ 0″ O | Grabhügel Beckedorf 72 | Annähernd runder Grabhügel im Durchmesser von ca. 12 Meter und einer Höhe von ca. 0, 8 Meter, alte kleinere Eingrabungen im zentralen und südöstlichen Bereich.       | 28955161 |      |
| 52° 48′ 33″ N, 10° 2′ 17″ O              | Grabhügel Beckedorf 79 | Rundlicher Grabhügel im Durchmesser von ca. 16 Meter und einer Höhe von ca. 1,2 Meter, flach auslaufend.                                                              | 44709935 | BW   |
| 52° 48′ 34″ N, 10° 2′ 16″ O              | Grabhügel Beckedorf 80 | Ovaler Grabhügel im Durchmesser von ca. 12 × 6 Meter und einer Höhe von ca. 0,6 Meter, Süd-Hälfte erhalten; Nord-Hälfte im Acker abgetragen, Ränder sanft auslaufend. | 44709955 | BW   |

### Grabhügelfeld Beckedorf 1
- ID:28927363
- Gruppe von ursprünglich mindestens 18 Grabhügeln, von denen die meisten im Zuge von Kultivierungsarbeiten zerstört wurden. Erhalten sind noch vier Hügel in der Gmkg. Beckedorf (FStNr. 9 – 12) mit 12 – 20 m Dm. und 1,0 – 1,3 m H. Bei mehreren Grabungen zwischen 1889 und 1978 wurden sechs Hügel untersucht und Bestattungen von Frauen und Männern der älteren und mittleren Bronzezeit, z. T. mit Trachtbestandteilen und Waffen, aufgedeckt.

| Lage                      | Bezeichnung            | Beschreibung | ID       | Bild |
| ------------------------- | ---------------------- | --- | -------- | ---- |
| 52° 50′ 4″ N, 10° 3′ 5″ O | Grabhügel Beckedorf 9  | Annähernd runder Grabhügel im Durchmesser von ca. 19 Meter und einer Höhe von ca. 2,2 Meter.                                                                     | 28954776 | BW   |
| 52° 50′ 5″ N, 10° 3′ 6″ O | Grabhügel Beckedorf 10 | Annähernd runder Grabhügel im Durchmesser von ca. 13 Meter und einer Höhe von ca. 1,2 Meter.                                                                     | 28954775 | BW   |
| 52° 50′ 3″ N, 10° 3′ 7″ O | Grabhügel Beckedorf 11 | Annähernd runder Grabhügel im Durchmesser von ca. 15 Meter und einer Höhe von bis 1 Meter, am Südwest-Rand alte Eingrabungen.                                    | 28954779 | BW   |
| 52° 50′ 5″ N, 10° 3′ 1″ O | Grabhügel Beckedorf 12 | Ovaler Grabhügel (Nord-Süd-orientiert) in der Länge von ca. 16 Meter, der Breite von ca. 11 Meter und einer Höhe von ca. 1,2 Meter, von Pflanzfurchen überzogen. | 28954780 | BW   |

Drei dieser Grabhügel aus dem Grabhügelfeld Beckedorf 1
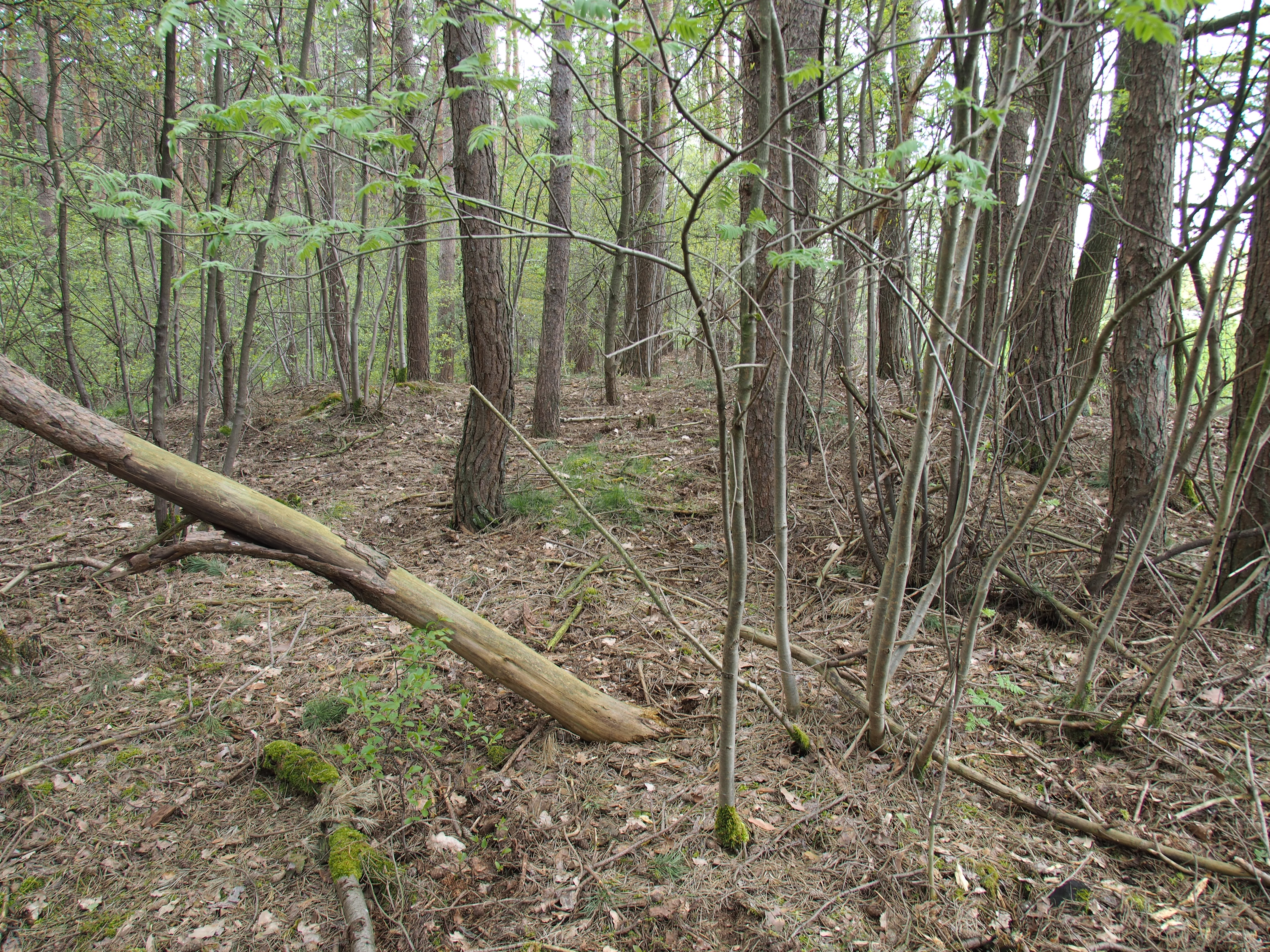
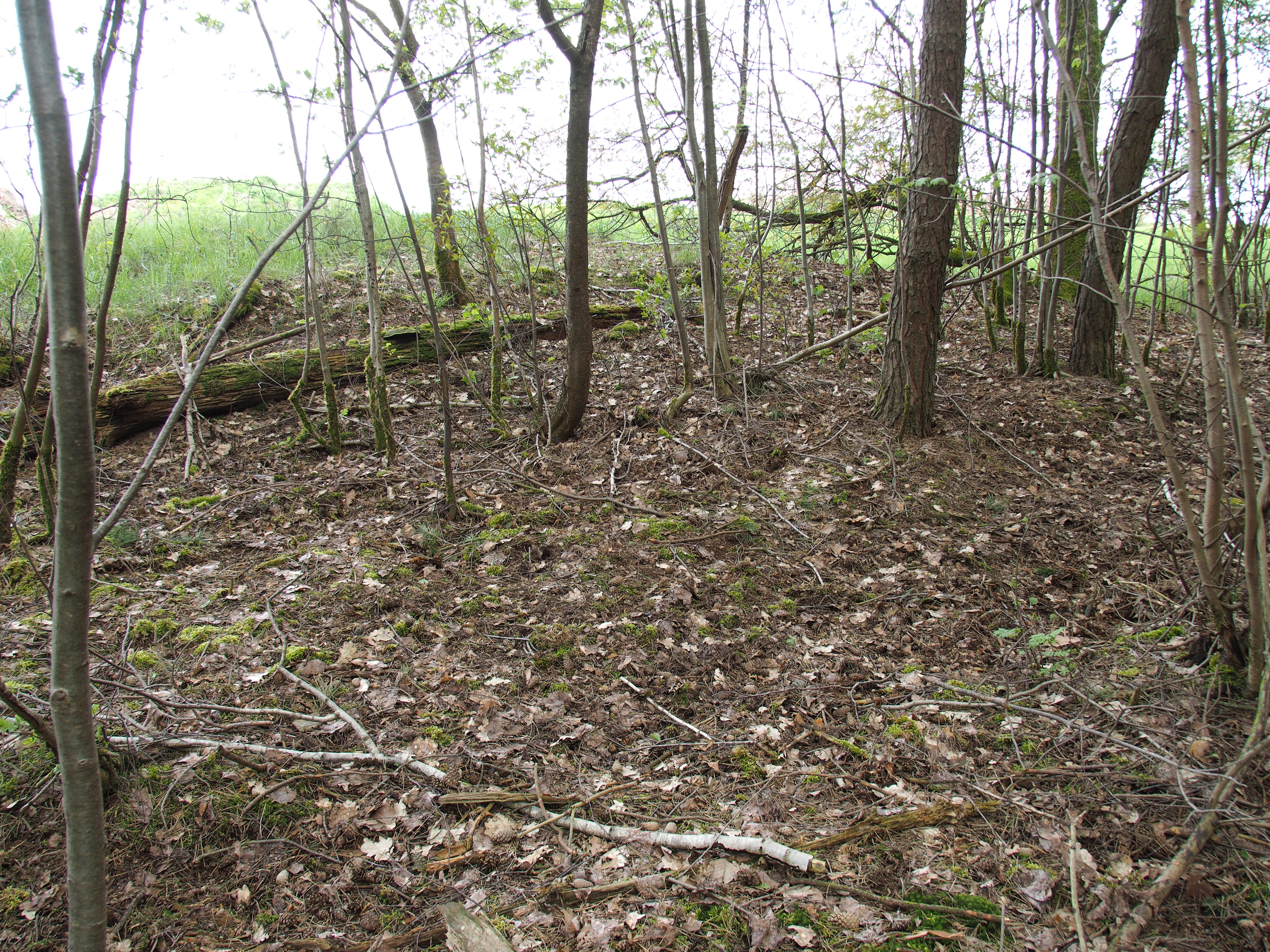
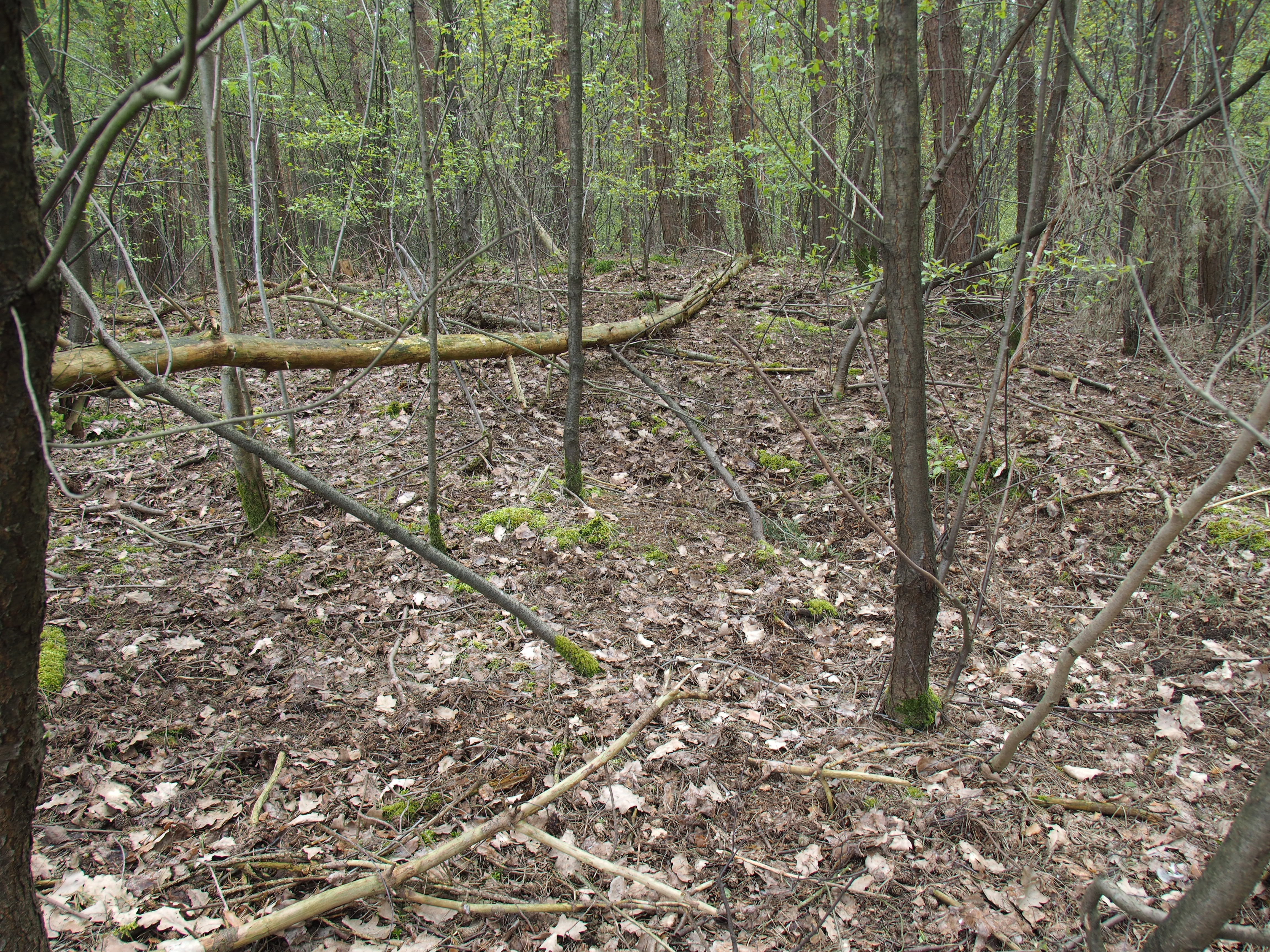

## Bonstorf
| Lage                                                                                             | Bezeichnung                                        | Beschreibung | ID       | Bild |
| ------------------------------------------------------------------------------------------------ | -------------------------------------------------- | --- | -------- | ---- |
| circa 2 km Nord-Nordost von Bonstorf, südlich des Wietzendorfer Weges 52° 52′ 49″ N, 10° 4′ 7″ O | Grabhügel Bonstorf 2                               | Annähernd runder Grabhügel im Durchmesser ca. 15 Meter und Höhe ca. 1 Meter, Ränder flach auslaufend. Über den Hügel verläuft ein Fahrweg.                                                                                             | 28972921 | BW   |
| Bei den Sieben Steinen 52° 50′ 56″ N, 10° 1′ 50″ O                                               | Grabhügel Bonstorf 17                              | Runder Grabhügel im Durchmesser von ca. 11 Meter und einer Höhe von ca. 0,8 Meter. | 28926152 |      |
| Schwarzes Moor (Hetendorf) 52° 51′ 33″ N, 10° 1′ 52″ O                                           | Grabhügelfeld (letzter Rest Grabhügel Bonstorf 70) | Letzter einer Gruppe von ehemals 12 Grabhügeln mit einem Durchmesser von circa 15 bis 17 Meter und einer Höhe von circa 0,8 Meter. Bei Grabungen wurde ein Teil einer Bronzenadel gefunden.                                            | 28927245 | BW   |
| 52° 51′ 33″ N, 10° 1′ 51″ O                                                                      | Grabhügel Bonstorf 70                              | Die gestörten Reste des südlichen Teils eines Grabhügels mit in Nord-Süd-Richtung 14 Meter Länge, in Ost-West-Richtung 15 Meter Länge und der Höhe von bis 0,8 Meter. 1930 war er bereits durch unbefugte Grabungen beschädigt worden. | 28927245 | BW   |

### Grabhügelfeld Bonstorf 21 (22–27)
ID:28925934Gruppe von ursprünglich mindestens 18 Grabhügeln, von denen die meisten im Zuge von Kultivierungsarbeiten zerstört wurden. Erhalten sind noch fünf Hügel in der Gmkg. Beckedorf (FStNr. 9–12) mit 12–20 m Dm. und 1,0–1,3 m H. Bei mehreren Grabungen zwischen 1889 und 1978 wurden sechs Hügel untersucht und Bestattungen von Frauen und Männern der älteren und mittleren Bronzezeit, z. T. mit Trachtbestandteilen und Waffen, aufgedeckt.

| Lage                                       | Bezeichnung                       | Beschreibung | ID       | Bild           |
| ------------------------------------------ | --------------------------------- | --- | -------- | -------------- |
| Hohenbackeberg 52° 51′ 53″ N, 10° 3′ 55″ O | Grabhügelfeld Bonstorf 21 (22–27) | [ 5 ] | 28925934 | Weitere Bilder |
| 52° 51′ 55″ N, 10° 3′ 54″ O                | Grabhügel Bonstorf 22             | Ovaler Grabhügel (Nord-Süd orientiert) Länge ca. 22 Meter, Breite ca. 17 Meter und Höhe ca. 3,2 Meter. | 28926272 | BW             |
| 52° 51′ 54″ N, 10° 3′ 56″ O                | Grabhügel Bonstorf 23             | Runder Grabhügel im Durchmesser von ca. 12 Meter und einer Höhe von ca. 0,6 Meter, flache Kuppe. | 28926273 | BW             |
| 52° 51′ 54″ N, 10° 3′ 57″ O                | Grabhügel Bonstorf 24             | Fast runder Grabhügel in der Länge von ca. 17 Meter, der Breite von 12 Meter und einer Höhe von ca. 1,2 Meter, Nord-Seite steil geböscht.                                                                     | 28926275 | BW             |
| 52° 51′ 53″ N, 10° 3′ 54″ O                | Grabhügel Bonstorf 25             | Leicht ovaler Grabhügel (Nord-Süd orientiert) in der Länge von ca. 19 Meter, der Breite von ca. 16 Meter und der Höhe von ca. 3,2 Meter, ebenmäßig gewölbt, kleine Eingrabung im östlichen Bereich vorhanden. | 28926276 | BW             |
| 52° 51′ 52″ N, 10° 3′ 56″ O                | Grabhügel Bonstorf 26             | Leicht ovaler Grabhügel (Nord-Süd orientiert) in der Länge von ca. 16 Meter, der Breite von ca. 12 Meter und der Höhe von ca. 1,2 Meter, ebenmäßig gewölbt.                                                   | 28926278 | BW             |
| 52° 51′ 51″ N, 10° 3′ 54″ O                | Grabhügel Bonstorf 27             | Runder Grabhügel im Durchmesser von ca. 14 Meter und einer Höhe von ca. 2,2 Meter, an der Nord-Seite steiler geböscht.                                                                                        | 28926279 | BW             |

Die fünf noch vorhandenen Gräber vom Grabhügelfeld Bonstorf 21
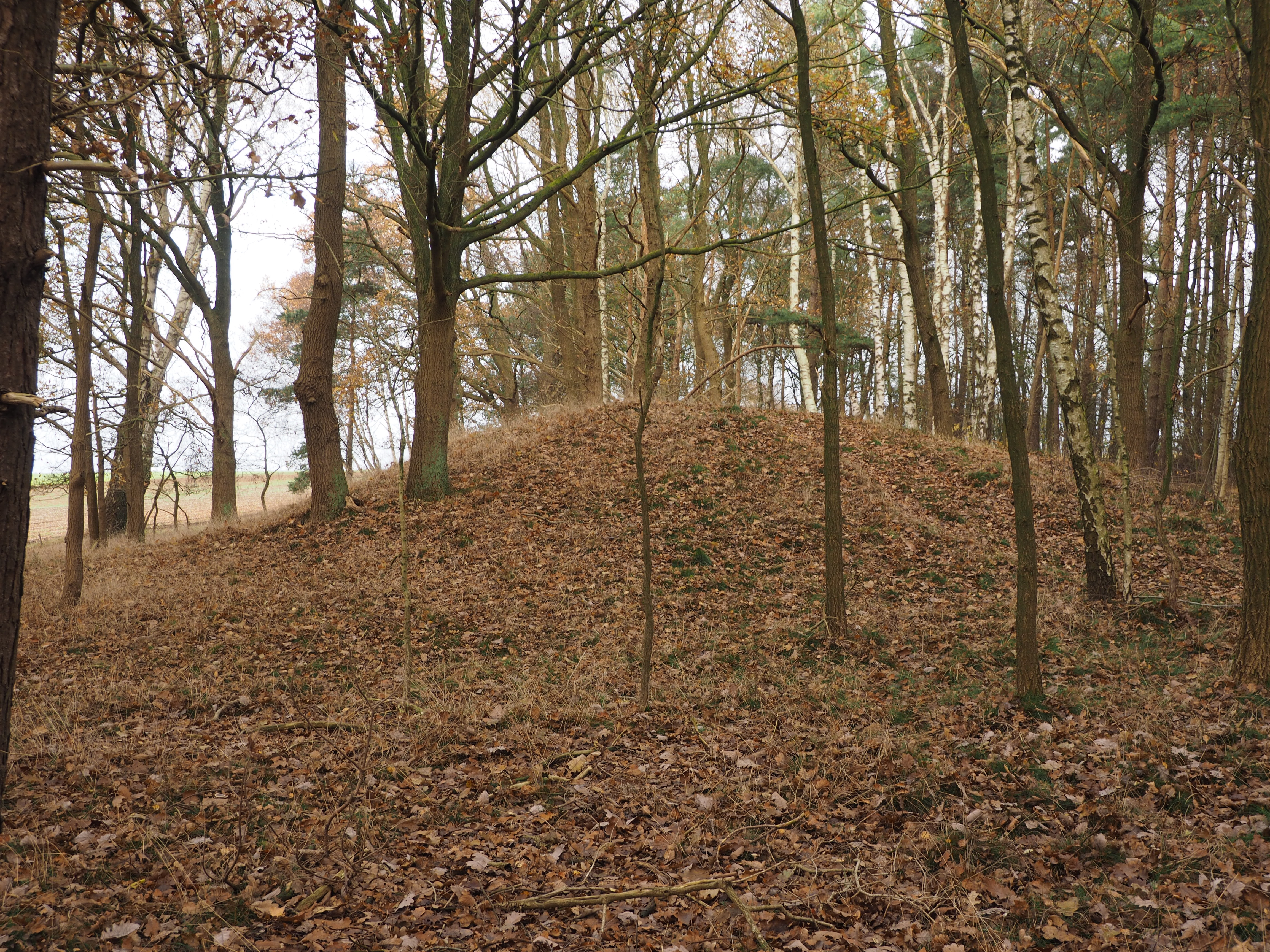
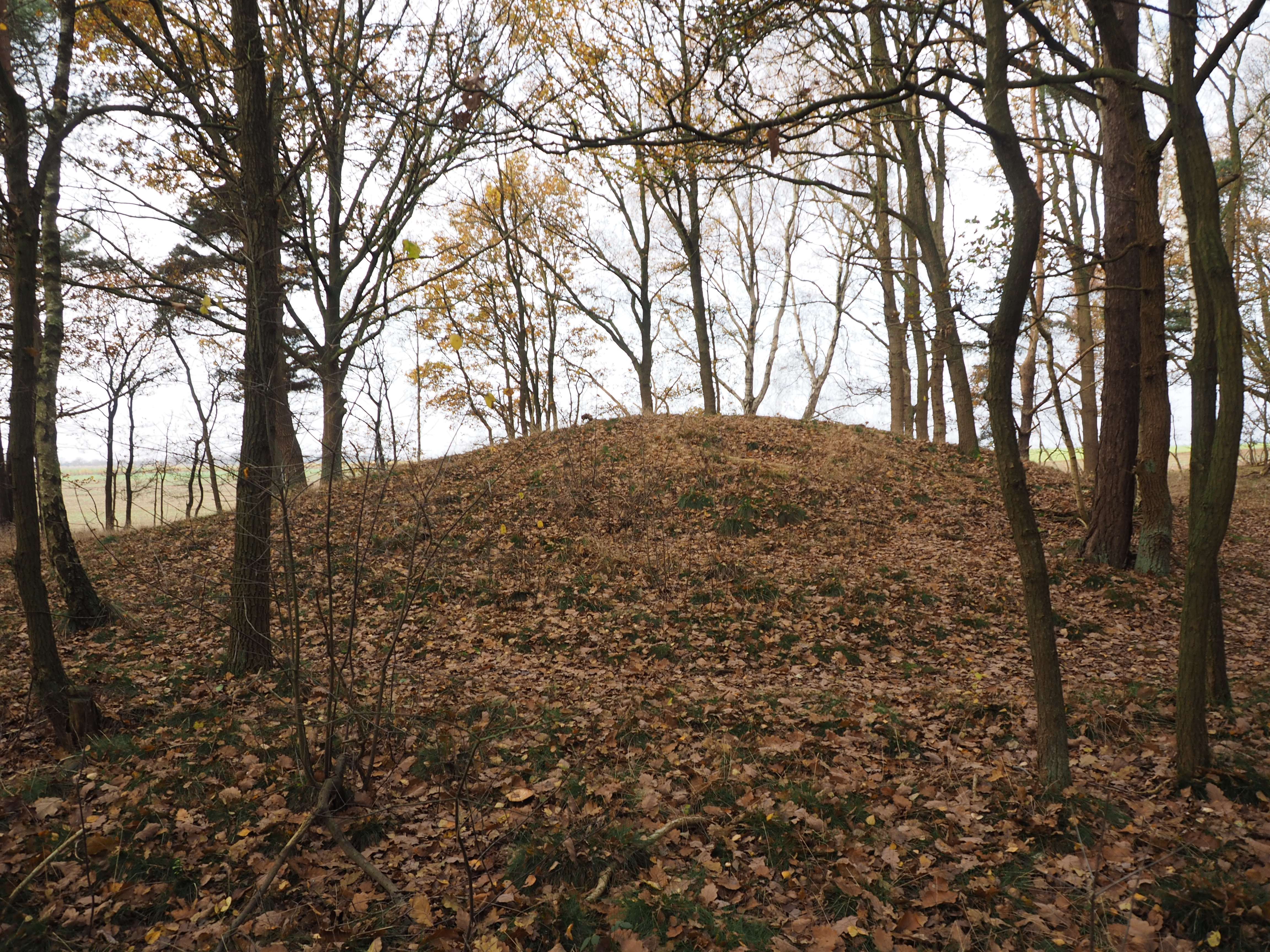
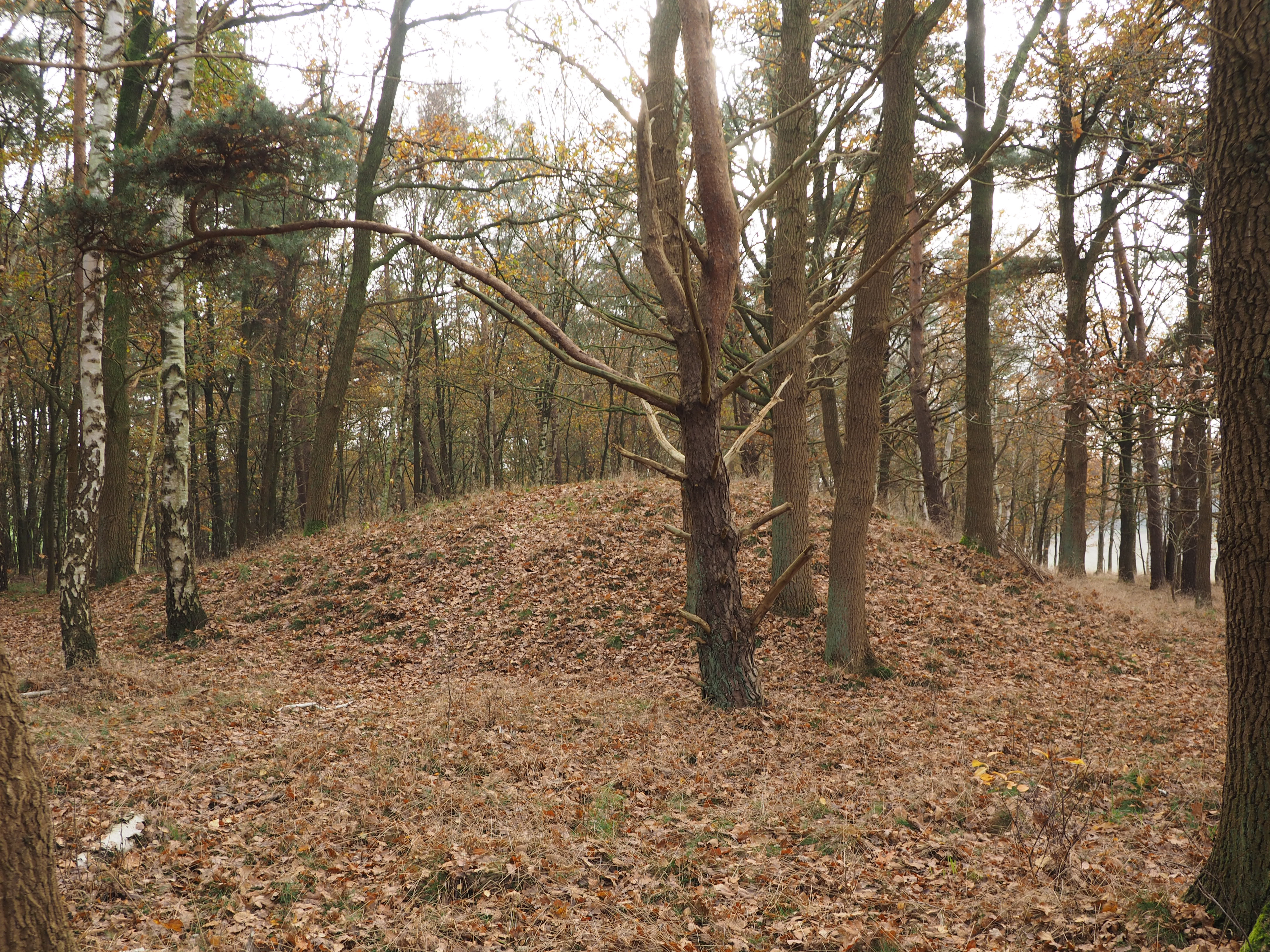
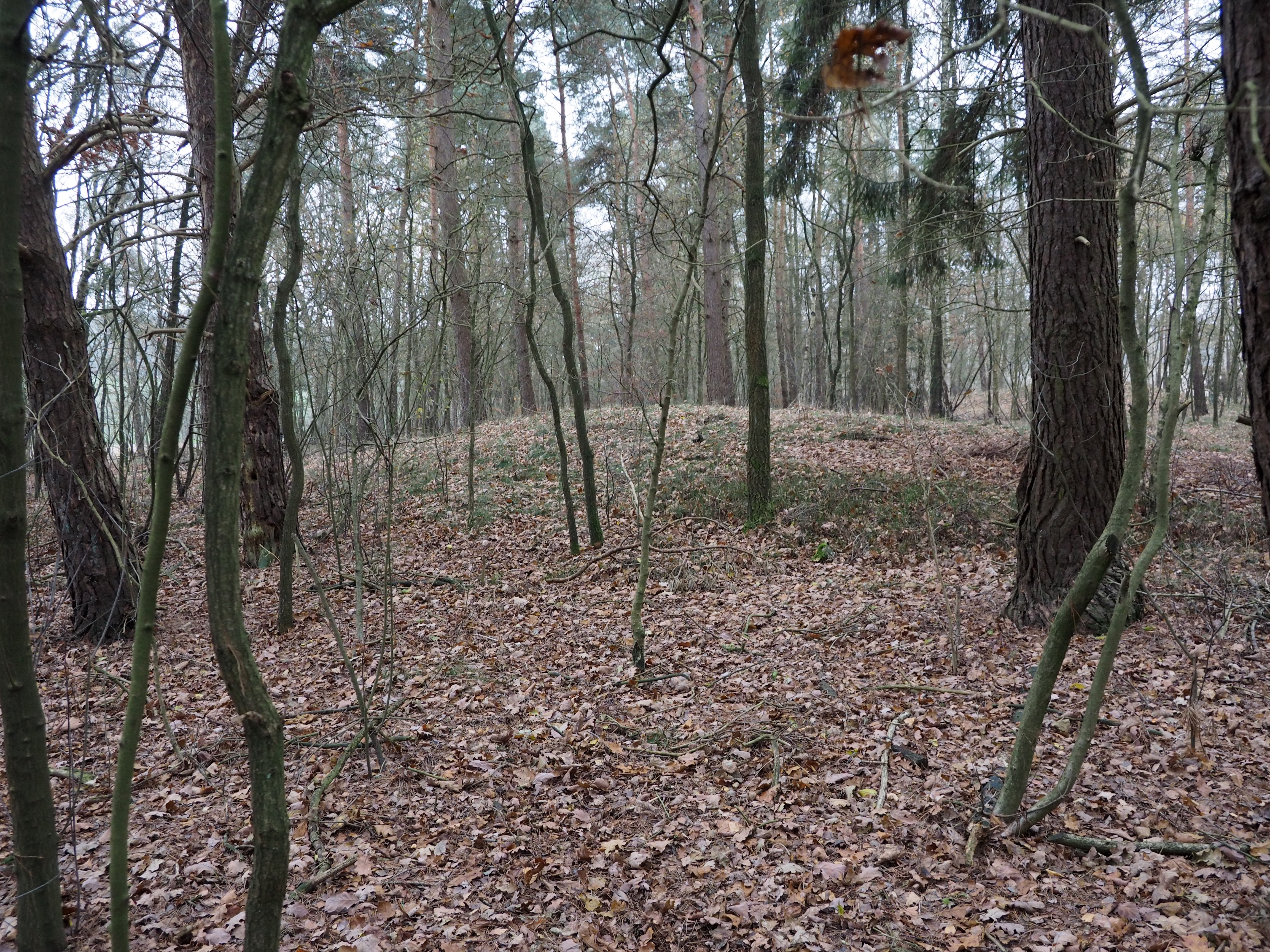
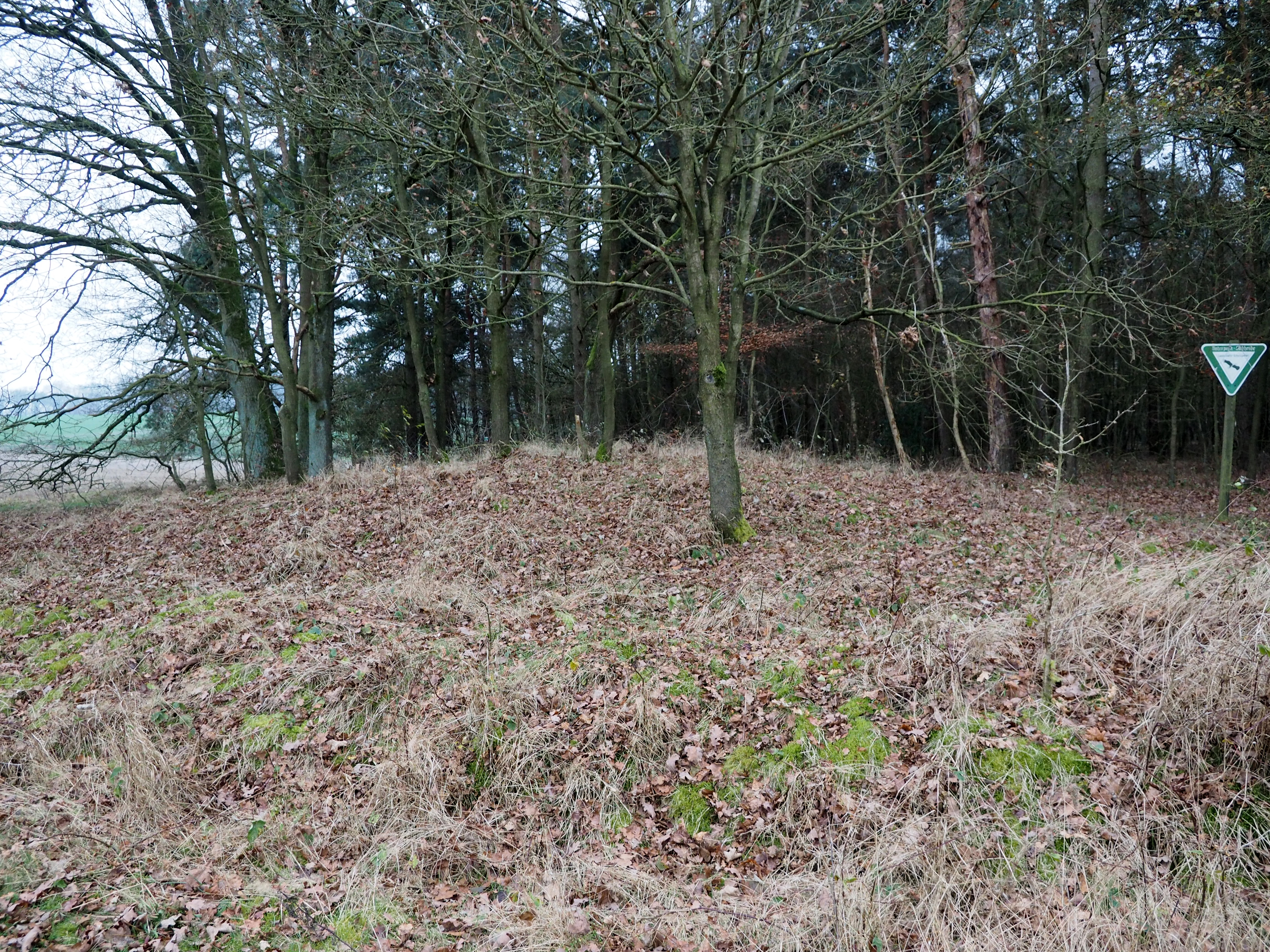

### Grabhügelfeld Bonstorf 34–67
ID:28928205Gruppe von neun Grabhügeln mit 9–13 m Dm. und 0,4–1,0 m H., von denen die Grabhügel im östlichen Teil am besten erhalten sind. Fast alle Objekte sind durch Fahrspuren beschädigt. Bei einer Untersuchung des Grabhügels FStNr. 34 durch H. Piesker (1953) wurden zwei Körperbestattungen mit Bronzebeigaben und eine Brandschüttung freigelegt.

| Lage                                                          | Bezeichnung                  | Beschreibung | ID       | Bild |
| ------------------------------------------------------------- | ---------------------------- | --- | -------- | ---- |
| Kirchberg (Bonstorf, Bavener Str.) 52° 51′ 28″ N, 10° 3′ 6″ O | Grabhügelfeld Bonstorf 34–67 | [ 6 ] | 28928205 | BW   |
| 52° 51′ 29″ N, 10° 3′ 11″ O                                   | Grabhügel Bonstorf 34        | Annähernd runder Grabhügel im Durchmesser von ca. 11 Meter und einer Höhe von bis 0,8 Meter, alte Eingrabung im zentralen Bereich und zum Südwest-Rand.                                  | 28928937 | BW   |
| 52° 51′ 29″ N, 10° 3′ 11″ O                                   | Grabhügel Bonstorf 35        | Annähernd runder Grabhügel im Durchmesser von ca. 11 Meter und einer Höhe von bis 0,8 Meter, alte Eingrabung im zentralen Bereich und zum Südwest-Rand.                                  | 28928937 | BW   |
| 52° 51′ 28″ N, 10° 3′ 7″ O                                    | Grabhügel Bonstorf 36        | Annähernd runder Grabhügel im Durchmesser von ca. 10 Meter und einer Höhe von bis 0,8 Meter, über den südöstlichen Bereich verlaufen Fahrspuren.                                         | 28928940 | BW   |
| 52° 51′ 29″ N, 10° 3′ 7″ O                                    | Grabhügel Bonstorf 62        | Annähernd runder Grabhügel im Durchmesser von ca. 13 Meter und einer Höhe von ca. 1 Meter, über den südöstlichen Bereich verlaufen deutliche Fahrspuren.                                 | 28946373 | BW   |
| 52° 51′ 29″ N, 10° 3′ 6″ O                                    | Grabhügel Bonstorf 63        | Annähernd rund, Dm. ca. 9 m, H. bis 0,4 m. Unregelmäßige, zerfurchte Oberfläche mit Eingrabungen.                                                                                        | 28946374 | BW   |
| 52° 51′ 28″ N, 10° 3′ 4″ O                                    | Grabhügel Bonstorf 64        | Ovaler Grabhügel (in West-Ost-Ausrichtung) von ca. 10 × 15 Meter und der Höhe von ca. 0,6 Meter, am Südwest-Rand alte kleine Eingrabung; über den Nordwest-Bereich verlaufen Fahrspuren. | 28946375 | BW   |
| 52° 51′ 28″ N, 10° 3′ 3″ O                                    | Grabhügel Bonstorf 65        | Runder Grabhügel im Durchmesser von ca. 8 Meter und einer Höhe von ca. 0,4 Meter, über den nordwestlichen Bereich führen Fahrspuren.                                                     | 28946376 | BW   |
| 52° 51′ 27″ N, 10° 3′ 3″ O                                    | Grabhügel Bonstorf 66        | Annähernd rund, Dm. ca. 8 m. Nur noch Randbereiche mit bis zu 0,6 m H. erhalten; im Zentrum ein großes Grabungsloch, T. ca. 1,5 m.                                                       | 28946377 | BW   |
| 52° 51′ 27″ N, 10° 3′ 2″ O                                    | Grabhügel Bonstorf 67        | Rund, Dm. ca. 7 m. Nur noch Randbereiche mit bis zu 0,5 m H. erhalten. Großes Grabungsloch, T. ca. 1,5 m.                                                                                | 28946378 | BW   |

Drei dieser Grabhügel aus dem Grabhügelfeld Bonstorf 34
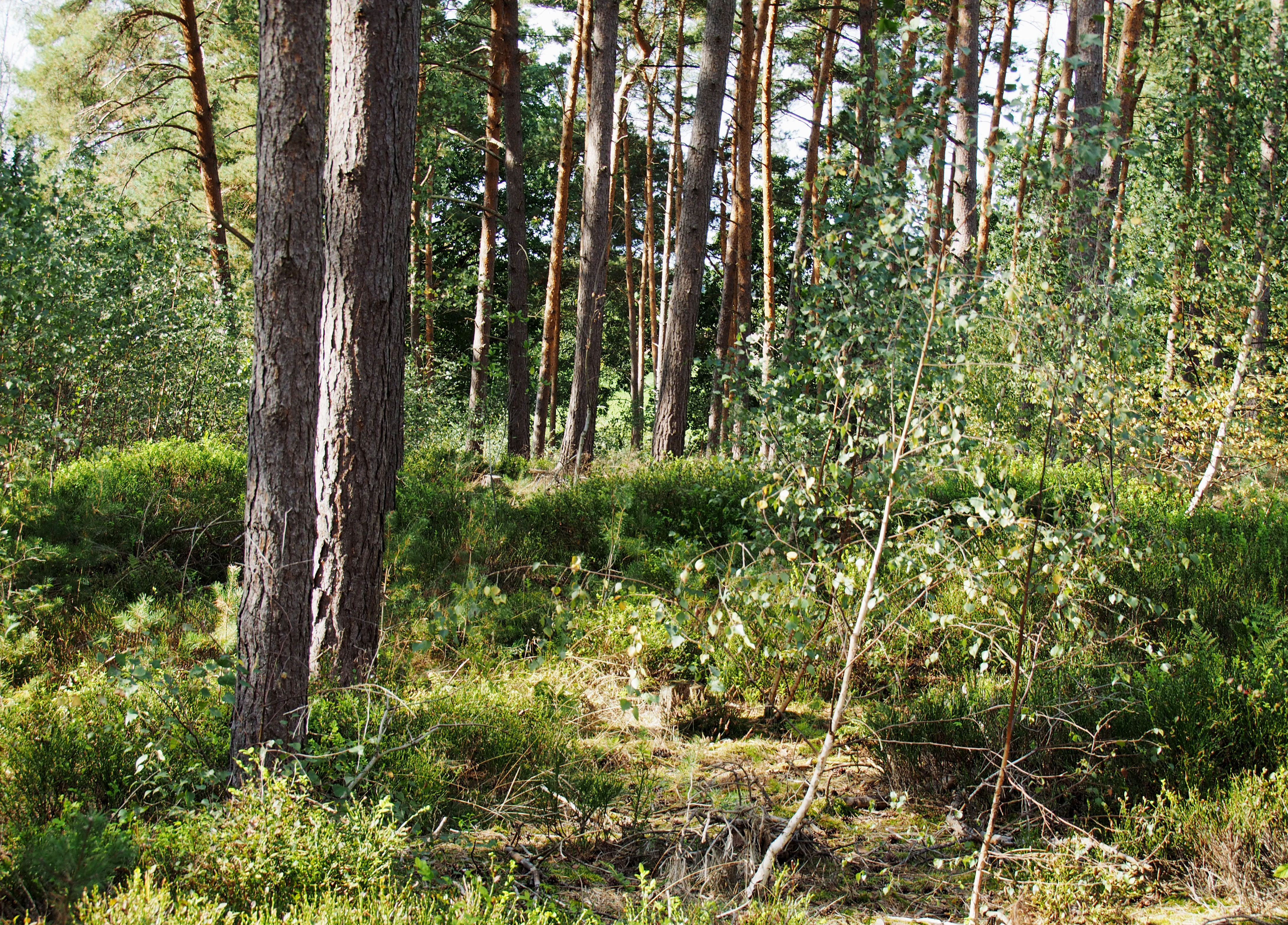
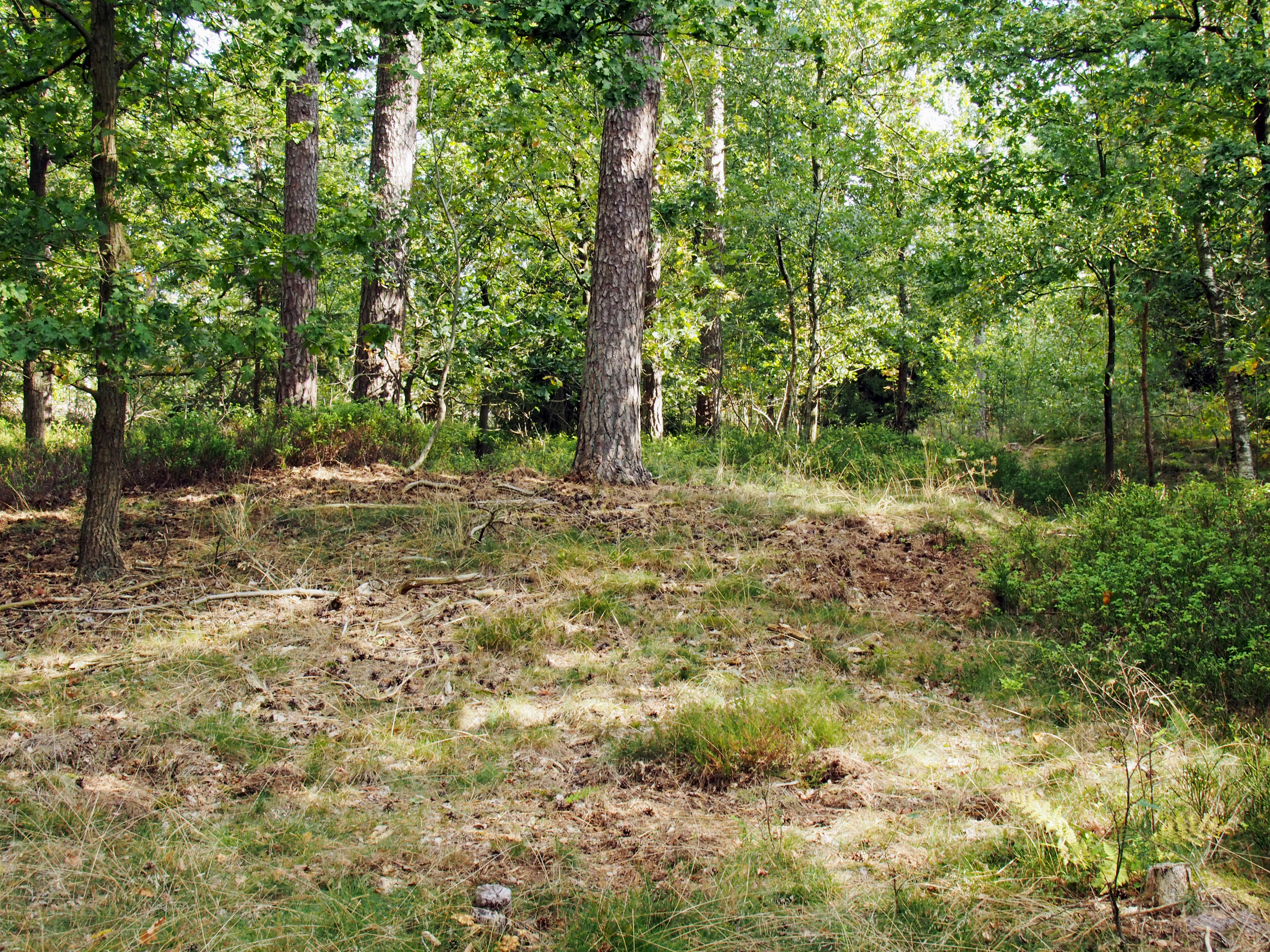
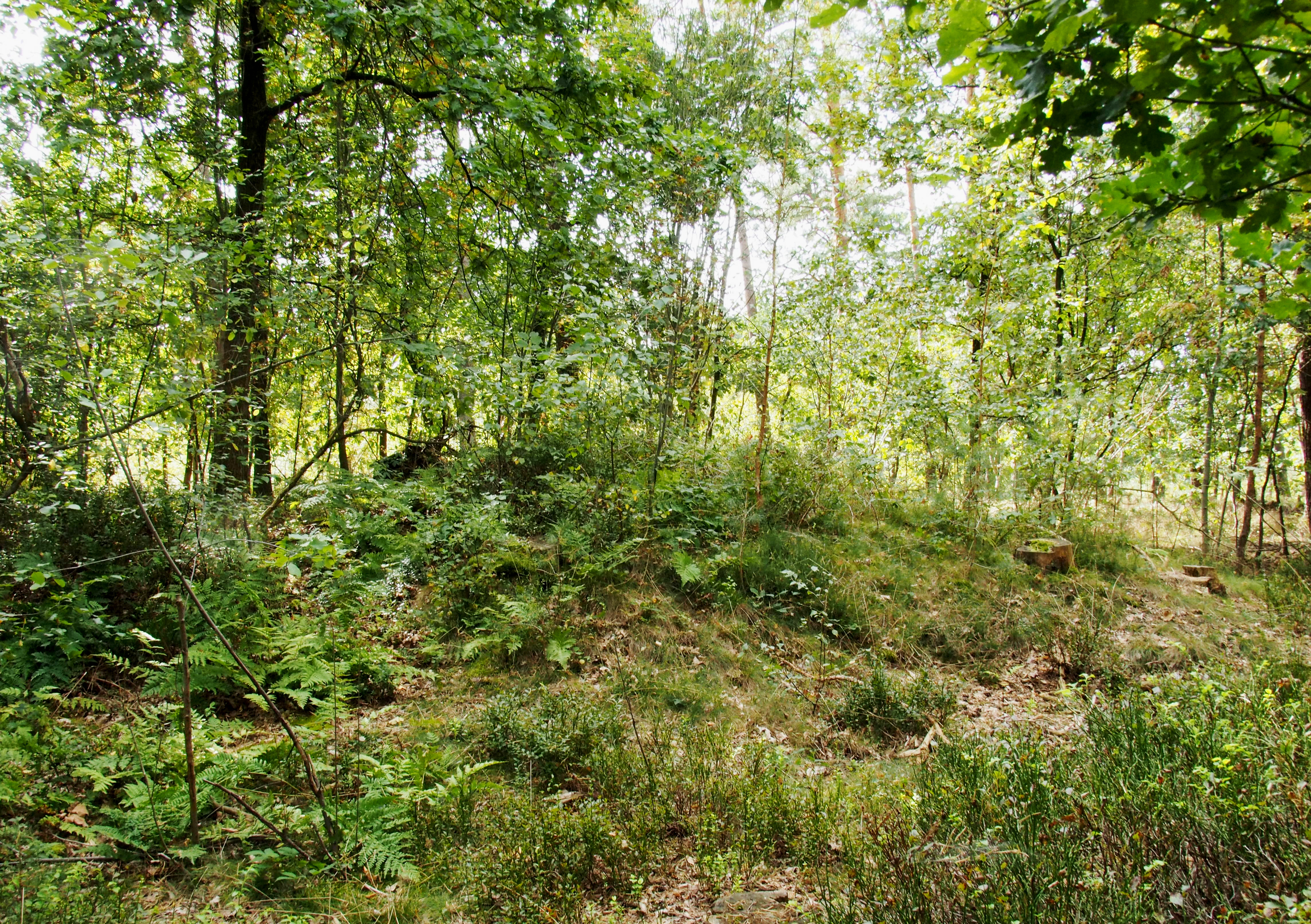

### Grabhügelfeld Bonstorf 57
ID:28929578Zwei von ehemals drei Grabhügeln, Dm. 10–13 m; H. 0,7–1 m. In den südwestlich umgebenen Acker- und Waldflächen befanden sich fünf weitere, heute zerstörte Grabhügel.

| Lage                                                                          | Bezeichnung           | Beschreibung | ID       | Bild |
| ----------------------------------------------------------------------------- | --------------------- | --- | -------- | ---- |
| 52° 51′ 46″ N, 10° 0′ 10″ O                                                   | Grabhügel Bonstorf 57 | Annähernd runder Grabhügel im Durchmesser von ca. 12 Meter und Höhe von ca. 1 Meter, am südöstlicher Bereich etwas eingekuhlt.                          | 28929320 | BW   |
| circa mittig zwischen Hetendorf und Widdernhausen 52° 51′ 47″ N, 10° 0′ 10″ O | Grabhügel Bonstorf 59 | Annähernd runder Grabhügel im Durchmesser ca. 13 Meter und Höhe ca. 1,2 Meter, ebenmäßig gewölbt. Besonders am Nordostrand durch Fahrspuren beschädigt. | 28929328 |      |

## Hermannsburg

### Grabhügelfeld Hermannsburg 13 und 14
ID:28945006Grabhügelgruppe mit ehemals fünf Grabhügeln. Die beiden südlichen Hügel mit ca. 15 m Dm. und 1,2 m H. sind im Wald noch erhalten. In zwei der heute nicht mehr vorhandenen Grabhügel wurden bei einer Grabung um 1900 eine Frauen- und eine Männerbestattung festgestellt.

| Lage                                                            | Bezeichnung                          | Beschreibung | ID       | Bild |
| --------------------------------------------------------------- | ------------------------------------ | --- | -------- | ---- |
| Auf dem Winkelberge (Hustedtstraße) 52° 49′ 50″ N, 10° 3′ 33″ O | Grabhügelfeld Hermannsburg 13 und 14 | | 28945006 | BW   |
| 52° 49′ 50″ N, 10° 3′ 34″ O                                     | Grabhügel Hermannsburg 13            | Annähernd runder Grabhügel im Durchmesser von ca. 18 × 13 Meter und einer Höhe von ca. 1,4 Meter, flache Kuppenmulde. | 28945007 |      |
| 52° 49′ 50″ N, 10° 3′ 35″ O                                     | Grabhügel Hermannsburg 14            | Runder Grabhügel im Durchmesser von ca. 15 Meter und einer Höhe von ca. 1,8 Meter, Nordost-Hälfte abgetragen.         | 28945008 | BW   |

## Weesen
| Lage                        | Bezeichnung         | Beschreibung | ID       | Bild |
| --------------------------- | ------------------- | --- | -------- | ---- |
| 52° 47′ 38″ N, 10° 9′ 40″ O | Grabhügel Weesen 1  | Annähernd runder Grabhügel im Durchmesser von ca. 15 × 19 Meter und einer Höhe von ca. 0,5 Meter, flach, weit, Rand sanft auslaufend. | 28926739 | BW   |
| 52° 49′ 22″ N, 10° 9′ 13″ O | Grabhügel Weesen 25 | Annähernd runder Grabhügel im Durchmesser von ca. 14 Meter und einer Höhe von bis 0,8 Meter, Ränder flach auslaufend.                 | 28926853 | BW   |